# Ryszard Rodak
Ryszard Rodak – architekt radomski i działacz społeczny. 

## Projekty
Do jego głównych dzieł architektonicznych należą m.in.: Bazylika św. Kazimierza w Radomiu (1985–1987, współpraca z synem Mariuszem Rodakiem), Kościół Miłosierdzia Bożego w Przysusze i Cmentarz Komunalny w Radomiu. W 1961 roku opracował plan osiedli na radomskich Borkach. Praca ta uzyskała nagrodę II stopnia Ministra Budownictwa i Przemysłu Materiałów Budowlanych.